# Elyros (ferry)
L‘Elyros (en grec : Έλυρος) est un ferry de la compagnie grecque ANEK Lines. Construit entre 1997 et 1998 aux chantiers Mitsubishi Heavy Industries de Shimonoseki pour la compagnie japonaise Blue Highway Line, il portait à l'origine le nom de Sunflower Tsukuba (さんふらわあ つくば, Sanfurawā Tsukuba). Mis en service en janvier 1998 sur la ligne du réseau Sunflower entre Honshū et Hokkaidō, sa propriété sera transférée en 2001 à la société MOL Ferry. Vendu en 2006 à la compagnie Higashi Nihon Ferry, il est renommé Ferry Tsukuba mais restera immobilisé en raison des difficultés financières de son nouveau propriétaire. Finalement racheté en juillet 2007 par ANEK Lines, le navire est rebaptisé Elyros. Profondément transformé entre 2007 et 2008 aux chantiers de Pérama, il est mis en service à compter de septembre 2008 entre Le Pirée et la Crète. Actuellement, le car-ferry dessert les lignes d'ANEK Lines en mer Égée ou en mer Adriatique. Il a également navigué entre l'Algérie et la France chaque été de 2015 à 2019 sous affrètement par la compagnie publique algérienne Algérie Ferries.

## Histoire

### Origines et construction
À la fin des années 1990, la compagnie Blue Highway Line est confrontée à une augmentation du trafic des remorques entre Ōarai et Tomakomai. Malgré la mise en service du Sunflower Mito, doté d'une forte capacité de roulage, en 1993, et le déploiement des jumeaux Sunflower Satsuma et Sunflower Kirishima au départ de Tokyo, les lignes entre le Kantō et Hokkaidō demeurent saturées et imposent alors à la compagnie le remplacement du Sunflower Oarai. 
La future unité est alors pensée comme un navire proche du Sunflower Mito à la différence que sa conception sera davantage orientée vers le transport de fret en raison d'une baisse de la demande des passagers sur cette ligne. En conséquence, sa capacité passagère sera limitée à 342 personnes tandis que celle du garage sera accrue grâce notamment à des dimensions plus élevées que son modèle, 192 mètres de long pour 27 mètres de large, permettant l'aménagement d'un garage de 2 328 mètres linéaires pouvant transporter 216 remorques et 111 véhicules. Par rapport aux autres navires de la flotte, la qualité des aménagements intérieurs ne diminue pas malgré leur superficie plus réduite. 
La construction du navire, baptisé Sunflower Tsukuba, est confiée aux chantiers Mitsubishi Heavy Industries. Le navire est mis sur cale à Shimonoseki le 5 juin 1997 et lancé le 18 octobre. Après finitions, il est livré à Blue Highway Line le 19 janvier 1998.

### Service

#### Sunflower (1998-2006)
Le  Sunflower Tsukuba est mis en service le 29 janvier 1998 entre Ōarai et Tomakomai. 
En 2001, la compagnie Blue Highway Line rencontre d'importantes difficultés financières. La société est alors dissoute par sa maison mère Mitsui O.S.K. Lines (MOL) à la fin de l'année 2001 et refondée sous le nom de MOL Ferry. Le Sunflower Tsukuba et les autres navires de la société affectés aux lignes vers Hokkaidō sont alors transférés au sein de la nouvelle entité qui continue d'utiliser la marque commerciale Sunflower.
À la fin de l'année 2006, MOL Ferry fait le constat que le navire n'est plus adapté à la tendance du marché. Le Sunflower Tsukuba et le Sunflower Mito sont alors vendus à la compagnie Higashi Nihon Ferry en échange de deux ferries moins imposants, les New Rainbow Bell et New Rainbow Love.

#### Higashi Nihon Ferry (2006-2007)
Réceptionné par son nouveau propriétaire, le navire est rebaptisé Ferry Tsukuba et préparé en prévision d'une mise en service entre Muroran, Jōetsu et Fukuoka. Le projet ne se réalisera cependant pas en raison des difficultés financières rencontrées par la compagnie qui aboutiront à sa mise en faillite le 2 octobre 2006.
Le Ferry Tsukuba reste alors désarmé à Muroran avant d'être finalement racheté par la compagnie grecque ANEK Lines le 16 juillet 2007.

#### ANEK Lines (depuis 2007)
Renommé Elyros, le navire quitte le Japon à la fin du mois de juillet pour rejoindre la Grèce. Arrivé à Pérama le 27 août 2007, il entre aux chantiers de la ville afin de bénéficier d'importants travaux de rénovations. Les superstructures du car-ferry sont entièrement reconstruites avec l'ajout de plusieurs blocs supplémentaires permettant l'aménagement de nouveaux espaces intérieurs ainsi que de cabines. Les accès au garage sont également modifiés avec la suppression des rampes latérales et l'installation de nouvelles rampes à la poupe. La cheminée se voit quant à elle dotée d'un contrefort lui donnant une apparence semblable à celles des fleurons d'ANEK, l‘Hellenic Spirit et l‘Olympic Champion. Les travaux se poursuivent jusqu'en août 2008, soit près d'un an après l'arrivée du navire en Grèce.

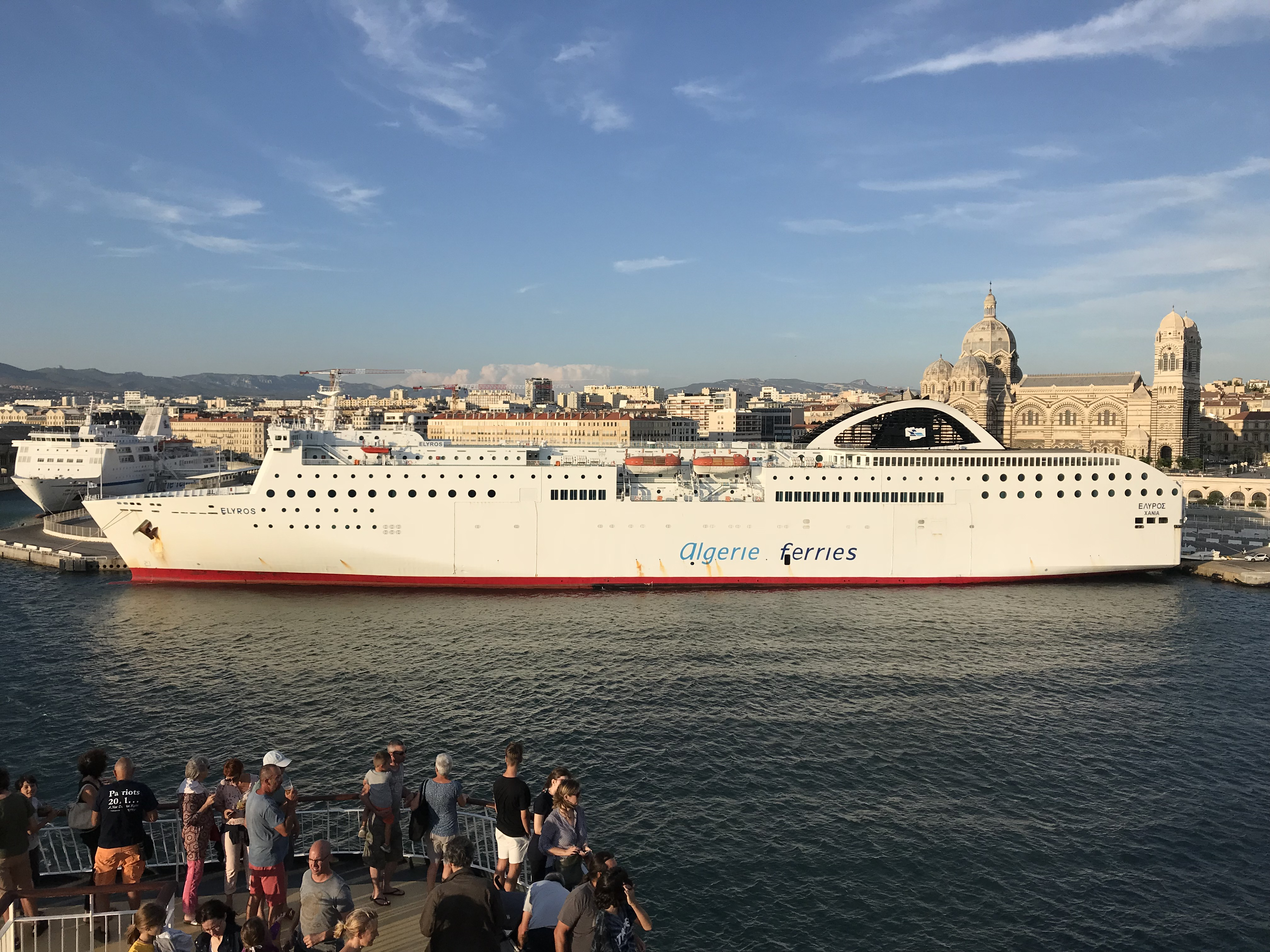
L‘Elyros sous les couleurs d'Algérie Ferries à Marseille en juillet 2018.

La qualité remarquable de la transformation est récompensée par le magazine ShipPax dans la catégorie « Meilleure refonte 2008 ». Le navire rénové est présenté au public pour la première fois le 26 septembre 2008 au Pirée. L‘Elyros entame ensuite sa carrière sous les couleurs d'ANEK le 28 septembre entre Le Pirée et la Crète.
En septembre 2014, le navire est affrété pour héberger le parlement libyen dont les membres sont menacés par la guerre civile faisant rage dans le pays. L‘Elyros assure ainsi cette fonction du 2 au 25 septembre, il reste stationné à l'occasion au port de Tobrouk, à l'est de la Libye.
À partir de l'été 2015, le navire est affrété par la compagnie publique algérienne Algérie Ferries afin de renforcer les lignes entre l'Algérie et la France en saison estivale. Le premier voyage depuis Marseille est cependant marqué par un blocage du navire par les autorités françaises en raison de problèmes liés à son affrètement. Il poursuivra cependant son service sans incident par la suite.
À l'issue de la saison estivale, l‘Elyros retourne desservir les lignes d'ANEK Lines. Il alternera entre son propriétaire durant la basse saison et Algérie Ferries l'été entre juin et septembre jusqu'en 2019, la saison suivante étant perturbée en raison de la pandémie de Covid-19. La compagnie publique algérienne réceptionnera par la suite son nouveau navire-amiral Badji Mokhtar III à la fin de l'année 2021, mettant ainsi un terme aux affrètements réguliers de l’Elyros. De retour de manière permanente au sein de la flotte d'ANEK Lines, il est essentiellement employé vers la Crète entre Le Pirée et Souda.

## Aménagements
Initialement, le Sunflower Tsukuba possédait 8 ponts. Les installations des passagers étaient situées sur les ponts 5 et 6, qui étaient désignés respectivement par le pont B et A. L'équipage était logé à l'avant du pont A tandis que les ponts inférieurs 2, 3 et 4 abritaient les garages.
Depuis l'importante refonte de 2007-2008, l‘Elyros possède à présent 11 ponts, bien que le pont 4 soit inexistant (le pont 3 garage couvre la hauteur de deux étages), il est tout de même inclus dans la numérotation. Les nouveaux locaux des passagers se situent à présent sur les ponts 6, 7, 8 et 9 et ceux de l'équipage sur les ponts 5 et 9.

### Locaux communs
Au début de sa carrière, les installations publiques du Sunflower Tsukuba occupaient une partie relativement restreinte en raison du faible trafic passager de l'époque. Situés sur les ponts A et B, les locaux comprenaient un salon, une salle à manger ainsi qu'un coin arcade, des bains publics (sentō) et un chenil. Les chauffeurs routiers avaient à leur disposition un restaurant qui leur était spécialement dédié.
Après les travaux entrepris par ANEK Lines, les locaux se composent à présent de deux bars (Faros à l'avant, Thalassa à l'arrière), un salon, une boutique, un restaurant et un self-service sur le pont 7 et un bar extérieur sur le pont 9.

### Cabines
Sous pavillon japonais, les cabines du Sunflower Tsukuba étaient catégorisées en deux classes. La première classe proposait huit chambres spéciales de grandes dimensions et 20 chambres standards tandis que la seconde classe comptait 18 dortoirs de 4 places et 18 de 6 places ainsi que deux chambres de style japonais. Les chauffeurs routiers étaient quant à eux logés dans deux dortoirs de 20 places. Toutes les cabines étaient situées sur le pont B.
L‘Elyros dispose désormais de 235 cabines privatives majoritairement situées sur le pont 8 mais aussi sur le pont 9 et à l'avant du pont 6. D'une capacité de deux à quatre personnes, toutes sont pourvues de sanitaires comprenant douche, WC et lavabo. Six d'entre elles situées à l'avant du pont 9 sont des suites.

## Caractéristiques
L‘Elyros mesure 192 mètres de long pour 27 mètres de large, son tonnage était à l'origine de 12 325 UMS avant d'être finalement porté à 32 623 UMS après les travaux de transformation entrepris par ANEK en 2007-2008. Dans sa configuration initiale, il pouvait embarquer 342 passagers et possédait un spacieux garage de 2 328 mètres linéaires de fret pouvant contenir 216 remorques et 111 véhicules. Depuis 2008, il peut accueillir 1 874 passagers et 620 véhicules. Il était initialement accessible par trois portes rampes, deux portes latérales situées à la proue et à la poupe du côté tribord et une porte axiale située à la poupe. Depuis son passage sous pavillon grec, l'accès au garage se fait au moyen de deux portes rampes arrières, les portes latérales avant et arrière ont pour leur part été supprimées. Une troisième rampe réservée aux passagers piétons a également été aménagée à l'arrière et donne directement accès à la réception du navire. La propulsion de l‘Elyros est assurée par deux moteurs diesels Pielstick-NKK 12PC4-2 développant une puissance de 26 180 kW entrainant deux hélices faisant filer le bâtiment à une vitesse de 22 nœuds. Il est en outre doté d'un propulseur d'étrave ainsi qu'un stabilisateur anti-roulis. Les dispositifs de sécurité étaient à l'époque essentiellement composés de radeaux de sauvetage mais aussi d'une embarcation semi-rigide de secours. Depuis 2008, le navire est équipé de quatre embarcations de sauvetage couvertes de grande taille.

## Lignes desservies
De 1998 à 2006, pour le compte de Blue Highway Line puis de MOL Ferry, le Sunflower Tsukuba assurait la desserte inter-îles japonaise du réseau Sunflower entre la côte Pacifique d'Honshū et Hokkaidō entre Ōarai et Tomakomai.
À partir de 2008, après avoir intégré la flotte d'ANEK Lines, l‘Elyros est placé toute l'année entre Le Pirée et La Canée, en Crète. Il est également affecté aux autres lignes de la compagnie entre la Grèce et l'Italie comme Patras - Igoumenitsa - Venise lorsque les navires habituels sont indisponibles.
Chaque été entre 2015 et 2019, le navire, affrété par la compagnie Algérie Ferries, naviguait de juin à septembre entre l'Algérie et la France, essentiellement sur la ligne Alger - Marseille mais aussi sur Oran - Marseille.